# 大地群島
大地群島（英語：Terra Firma Islands）是南極洲的群島，位於葛拉漢地西岸的法利埃海岸，處於貝爾托角以北15公里，在1936年由英國探險隊測量，現時由南極條約體系管理。